# Triệu Bôn
Triệu Bôn (tên khai sinh là Lê Văn Sửu; 1938 - 2003), là nhà văn, nhà báo Việt Nam, được tặng Giải thưởng Nhà nước về Văn học Nghệ thuật vào năm 2012.

## Tiểu sử
Triệu Bôn (tên khai sinh là Lê Văn Sửu) sinh ngày 18 tháng 1 năm 1938 tại thôn Kim Bôi, xã Đông Thanh, huyện Đông Sơn, tỉnh Thanh Hóa.
Triệu Bôn xuất thân trong gia đình nông dân, học trung học ở quê, tham gia quân đội từ trong kháng chiến chống Pháp, từng là chiến sĩ trực tiếp cầm súng chiến đấu. Ông đã tốt nghiệp Đại học Sư phạm Vinh khoa Toán và làm giáo viên trong quân đội. Do có năng khiếu văn học, báo chí, ông được điều về làm phóng viên báo Quân khu Việt Bắc. Từ những năm 1970 trở đi, ông vào mặt trận Đường 9 - Khe Sanh rồi mặt trận B2, làm biên tập viên Tạp chí Văn nghệ Quân giải phóng.
Khi thống nhất đất nước, ông trở về Hà Nội, làm Trưởng ban biên tập văn xuôi của Tạp chí Văn nghệ Quân đội. Mấy năm sau, ông chuyển ngành, làm Trưởng ban biên tập báo Người Hà Nội, Tổng biên tập Tạp chí Du lịch Việt Nam, chuyên viên cao cấp của Bộ Văn hóa Thông tin và của Tổng cục Du lịch Việt Nam.
Triệu Bôn là đảng viên Đảng Cộng sản Việt Nam. Hội viên Hội Nhà văn Việt Nam từ năm 1970.
Ông mất ngày 7 tháng 9 năm 2003.

## Sự nghiệp
Đời văn chương Triệu Bôn đã để lại tổng cộng 27 đầu sách gồm hai thể loại truyện ngắn và tiểu thuyết. Trong chiến tranh là: "Mầm sống", "Lửa than". Sau ngày hòa bình là: "Rừng lá đỏ", "Rạng sáng", "Tiểu đoàn trong vòng vây", "Gã đau đời", "Một phút và nửa đời người", "Sao chiếu mệnh bay lạc", "Kẻ trọng tội", "Ngồi một chỗ thấy ngoài ngàn dặm", "Cơn co giật của đất"... Riêng tiểu thuyết "Cơn co giật của đất", anh viết trong hai năm, hoàn thành từ năm 1988, song do tính nhạy cảm, dữ dội trong nội dung mà hàng chục năm sau, khi anh đã qua đời mới xuất bản.
Tiểu thuyết "Một phút và nửa đời người" của Triệu Bôn đã được nhà biên kịch Trần Quốc Huấn chuyển thể thành bộ phim "Phần đời không muốn nhớ" đã công chiếu trên truyền hình.
Năm 2012, ông được truy tặng Giải thưởng Nhà nước về Văn học Nghệ thuật với cụm tác phẩm: Mầm sống (truyện ngắn); Cơn co giật của đất (tiểu thuyết).

## Tác phẩm chính
- Mầm sống (tập truyện, 1970);
- Lửa than (tập truyện, 1974);
- Rừng lá đỏ (tiểu thuyết, 1975);
- Rạng sáng
- Tiểu đoàn trong vòng vây (tiểu thuyết, 1980);
- Gã đau đời (tiểu thuyết, 1982);
- Sao chiếu mệnh bay lạc (tiểu thuyết, 1990);
- Một phút và nửa đời người (tiểu thuyết, 1986);
- Kẻ trọng tội (tiểu thuyết, 1995).
- Ngồi một chỗ thấy ngoài ngàn dặm,
- Cơn co giật của đất.

## Vinh danh
- Giải thưởng Nhà nước về Văn học Nghệ thuật năm 2012.

### Giải thưởng văn học
- Giải thưởng văn học Tổng cục Chính trị (1969) cho tác phẩm Mầm sống.
- Giải thưởng Hội Nhà văn Hà Nội cho tập truyện ngắn Ngồi một chỗ thấy ngoài ngàn dặm (2002).